# Кричанівська сільська рада
| Кричанівська сільська рада — колишній орган місцевого самоврядування у Могилів-Подільському районі Вінницької області з адміністративним центром у с. Кричанівка. Сільській раді були підпорядковані населені пункти: - с. Кричанівка |

## Склад ради
Рада складалася з 12 депутатів та голови.

## Керівний склад сільської ради
| ПІБ                         | Основні відомості                                                 | Дата обрання | Дата звільнення |
| --------------------------- | ----------------------------------------------------------------- | ------------ | --------------- |
| Соляр Олександр Олексійович | Сільський голова, 1956 року народження, освіта, безпартійний      | 26.03.2006   | 31.10.2010      |
| Соляр Олександр Олексійович | Сільський голова, 1956 року народження, освіта вища, безпартійний | 31.10.2010   |                 |

Примітка: таблиця складена за даними джерела